# Wincenty Kwapiszewski
Wincenty Jan Kwapiszewski (ur. 9 listopada 1927, zm. 30 czerwca 2011) – profesor nauk farmaceutycznych, naukowiec i nauczyciel akademicki.

## Życiorys i kariera naukowa
Syn Stanisława, nadleśniczego w Hajnówce, i Eugenii. W nocy 10 lutego 1940 NKWD aresztowała jego rodzinę i deportowała na Syberię. W latach zsyłki 1943-1945 był członkiem Związku Patriotów Polskich w ZSSR. Swoje wspomnienia z tego okresu opisał w książce pt. "Rapsodia ałtajska". W 1989 wstąpił do Związku Sybiraków.
W 1952 ukończył studia farmaceutyczne na Akademii Medycznej w Poznaniu. Po studiach rozpoczął pracę w Katedrze Chemii Farmaceutycznej. W 1956 przeniósł się do Warszawy, gdzie pracował najpierw w Ministerstwie Zdrowia, a następnie na Wydziale Farmaceutycznym Akademii Medycznej. W 1962 doktoryzował się, w 1968 habilitował się i uzyskał docenturę oraz awansował na stanowisko kierownika Katedry i Zakładu Chemii Farmaceutycznej i Analizy Leków Wydziału Farmaceutycznego. W latach 1970–1972 był Prorektorem ds. Budowy Warszawskiego Wydziału Farmaceutycznego. W 1982 został powołany na stanowisko profesora nadzwyczajnego. Następnie w 1985 przeniósł się do Łodzi na analogiczne stanowisko kierownicze na Wydział Farmaceutyczny do Zakładu Chemii Farmaceutycznej i Analizy Leków, gdzie w 1993 uzyskał nominację na stanowisko profesora zwyczajnego. Pozostał na nim, aż do chwili przejścia na emeryturę w 1998. 

## Działalność na rzecz Polskiego Towarzystwa Farmaceutycznego
W 1953 został członkiem PTFarm-u. Od 1971 był wiceprzewodniczącym Oddziału Warszawskiego. W latach 1974–1976 był przewodniczącym Komitetu Organizacyjnego 36. Międzynarodowego Kongresu Międzynarodowej Federacji Farmaceutycznej (fr. Fédération Internationale Pharmaceutique), który odbył się w Warszawie w 1976. Tegoż roku, na XI Walnym Zgromadzeniu PTF, został wybrany prezesem Zarządu Głównego. Funkcję tę piastował przez cztery kadencje (XII-XV), do 1989. W trakcie jej pełnienia był przedstawicielem polskich farmaceutów w Zgromadzeniach Generalnych Międzynarodowej Federacji Farmaceutycznej. Na XVIII Walnym Zgromadzeniu PTFarm-u otrzymał godność honorowego prezesa. Otrzymał członkostwa honorowe Towarzystw Farmaceutycznych: Czechosłowacji (1979), ZSRR (1981), NRD (1987) i Węgier (1988).

## Działalność dodatkowa
Był członkiem następujących organizacji lub gremiów działających na rzecz nauki: Komisji Analizy Farmaceutycznej Komitetu Chemii Analitycznej PAN (1972-1978), Zarządu Głównego Zrzeszenia Polskich Towarzystw Naukowych (1977-1993), gdzie pełnił też funkcję wiceprezesa, Komisji Badania Leku Syntetycznego Komitetu Terapii Doświadczalnej PAN (1978-1984), Rady Naukowej Instytutu Technologii i Chemii Leków Wydziału Farmaceutycznego w Łodzi (1978-1985), Rady Towarzystw Naukowych przy Prezydium PAN (1978-1991), Rady Naukowej przy Ministrze Zdrowia (1981-1990), Rady Konsultacyjnej ds. Produkcji Farmaceutycznej przy Ministrze Przemysłu Chemicznego (1984-1986), Rady Konsultantów Krajowych ds. Farmacji (1985-1989). Był organizatorem, a następnie wiceprzewodniczącym Komitetu Nauki o Leku przy VI Wydziale Nauk Medycznych PAN (1986-1992). Od 1989 był członkiem Komisji Farmakopei Polskiej. W 1993 został powołany na członka Naukowej Rady Konsultacyjnej przy Naczelnej Izbie Aptekarskiej. Od 1995 roku był kierownikiem Oddziału Kształcenia Podyplomowego Wydziału Farmaceutycznego Akademii Medycznej w Łodzi. Ponadto był konsultantem Sejmu PRL VIII i IX kadencji ds. zaopatrzenia farmaceutycznego, a w 1990 konsultantem Sejmu i Senatu RP ds. ustawodawstwa farmaceutycznego.
Działał jako członek komitetów redakcyjnych Acta Poloniae Pharmaceutica i Farmacji Polskiej (1976-1989) oraz w Ministerstwie Zdrowia. Był też wieloletnim członkiem Rady Naukowej Czasopisma Aptekarskiego.

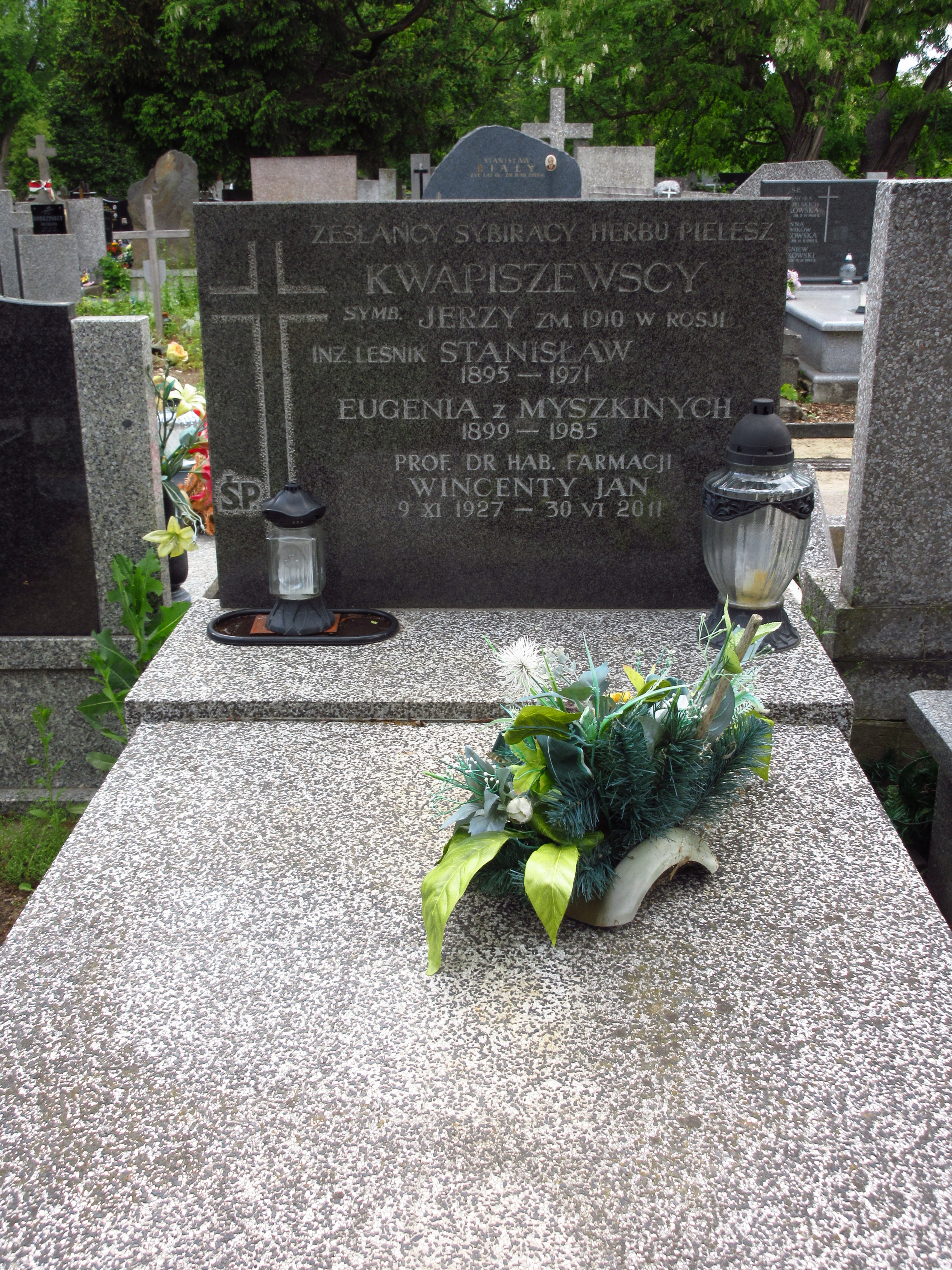
Grób profesora Wincentego Kwapiszewskiego na Cmentarzu Bródnowskim.

## Publikacje
Jego dorobek naukowy liczy ponad 200 publikacji, doniesień naukowych i patentów. Oprócz prac naukowych opublikował  kilkadziesiąt artykułów na tematy zawodowe, organizacyjne i społeczne dotyczące studiów, jak i zawodu farmaceutycznego. 
- Chemiczna analiza ilościowa środków leczniczych: podręcznik dla studentów farmacji, PZWL, Warszawa 1975
- Podstawy nazewnictwa leków (wraz z I. Krężel), Akademia Medyczna w Łodzi, Łódź 1996. ISBN 83-86677-95-3
- Nazewnictwo środków leczniczych (skrypt), Akademia Medyczna w Łodzi, Łódź 1999
- Rapsodia ałtajska, Biblioteczka "Sybiraka", Białystok 1992

## Miejsce spoczynku
Pochowany na cmentarzu Bródnowskim w Warszawie (kwatera 54B-5-19).

## Odznaczenia, nagrody i wyróżnienia
- Złoty Krzyż Zasługi (1969)
- Nagroda I stopnia Ministra Zdrowia (1979)
- Krzyż Kawalerski Orderu Odrodzenia Polski (1979)
- Krzyż Oficerski Orderu Odrodzenia Polski (1986)